# The Bags
I The Bags sono stati un gruppo punk rock statunitense formatosi nel 1977 a Los Angeles.

## Carriera
Il primo nucleo della band era composto da Alice Armendariz (voce) e Patricia Morrison (basso), che assunsero gli pseudonimi Alice Bag e Pat Bag.
Alle due fondatrici si unirono presto i chitarristi Craig Lee e Rob Ritter e il batterista Terry Graham. Il nome della band deriva dalla bizzarra abitudine dei suoi componenti di portare dei sacchetti in testa durante i concerti.
Il primo concerto dei Bags si tenne allo storico locale The Masque il 10 settembre 1977. La band pubblicò il suo primo singolo Survive nel 1978 e apparve nella compilation Yes, L.A. con la traccia We Don't Need the English. In seguito la band apparve nel documentario di Penelope Spheeris The Decline of Western Civilisation, ma nello stesso periodo cominciarono tensioni tra i membri della band che culminarono con lo scioglimento nel 1981.

## Post-scioglimento
Dopo la fine della band i componenti presero strade diverse: Ritter e Graham fecero parte dei The Gun Club e suonarono nel loro primo album Fire of Love.
Patricia Morrison entrò nei The Gun Club nel 1982, sostituendo Rob Ritter al basso e fu poi bassista dei The Sister of Mercy (1986-1988) e dei The Damned (dal 1994).
In seguito Ritter, con lo pseudonimo Rob Graves, fece anche parte dei 45 Grave, ma morì nel 1991 a causa di un'overdose di eroina.
Craig Lee fece parte dei Catholic Discipline, mentre Alice Bag si unì a diverse band:Castration Squad, Cholita! e Stay at Home Bomb.

## Discografia
EP
- 1990 - No Excess Bagisims
- 2003 - Disco's Dead
- 2007 - Babylonian Gorgon

Singoli
- 1978 - Survive/Babylonian Gorgo

Raccolte
- 2007 - All Bagged Up... The Collected Works 1977-1980

### Apparizioni in compilation
- 1984 - Desperate Teenage Lovedolls
- 1991 - Dangerhouse, Vol. 1
- 1992 - Dangerhouse, Vol. 2
- 1993 - D.I.Y.: We're Desperate: The L.A. Scene (1976-79)
- 1994 - Live from the Masque 1978, Vol. 1
- 1996 - Live From the Masque, Vol. 1: Forming (ULG)
- 1996 - Live From the Masque, Vol. 1: Forming (Year One)
- 1999 - Alright, This Time Just the Girls
- 2002 - Live from the Masque: The Definitive Collection